# Vyshnevolotsky (huyện)
Huyện Vyshnevolotsky (tiếng Nga: Вышневолоцкий райо́н) là một huyện hành chính tự quản (raion), của Tỉnh Tver, Nga. Huyện có diện tích 3366 kilômét vuông, dân số thời điểm ngày 1 tháng 1 năm 2000 là 32300 người. Trung tâm của huyện đóng ở Vyshniy Volochek.